# Próxeno de Atarneo
Próxeno de Atarneo (en griego: Πρόξενος ὁ Ἀταρνεύς) es conocido por ser el tutor de Aristóteles después de la muerte de sus padres. Próxeno educó a Aristóteles un par de años antes de enviarlo a Atenas a la Academia de Platón. Vivió en Atarneo, una ciudad en Asia Menor.
Próxeno se casó con la hermana mayor de Aristóteles, Arimnesta, por lo que tuvieron una hija, Hero, y un hijo, Nicanor. El hijo de Hero, Calístenes de Olinto, sería más tarde un estudiante y colaborador de su tío Aristóteles. Nicanor finalmente se casó con Pitias la Joven, hija de Aristóteles.